# Alastor olivieri
Alastor olivieri är en stekelart som beskrevs av Ruiz. Alastor olivieri ingår i släktet Alastor och familjen Eumenidae. Inga underarter finns listade i Catalogue of Life.